# Senarco
Senarco, Ξέναρχος in greco antico (fl. seconda metà del V secolo a.C.), è stato un mimo greco antico di Siracusa, figlio del mimografo Sofrone di Siracusa..
Di lui si hanno scarse notizie. Il suo mimo era orientato prevalentemente alla satira morale e alla politica. I pochi titoli che si conservano mostrano un interesse per la vita quotidiana. Secondo alcune fonti derise la viltà dei cittadini di Reggio su richiesta del tiranno Dionisio I.